# 国家巴利拉组织

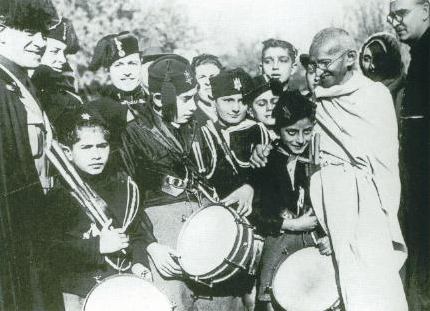
1931年12月12日国家巴利拉组织的成员与甘地

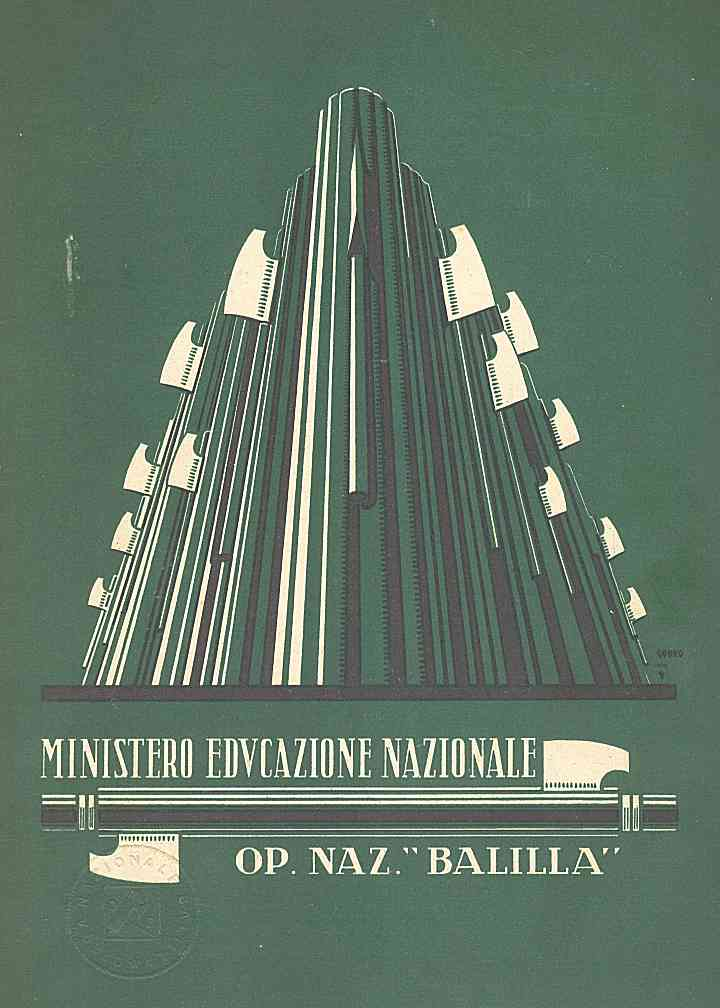
1932年带有国家巴利拉组织名称的小学成绩单封面

国家巴利拉组织（義大利語：Opera Nazionale Balilla，缩写：ONB）是意大利的一个法西斯主义青年组织，成立于1926年，1937年被并入意大利青年刀斧手。该组织以巴利拉命名，即据称1746年奥地利王位继承战争在热那亚发起反抗哈布斯堡君主国起义的男孩乔瓦尼·巴蒂斯塔·佩拉萨（Giovan Battista Perasso）的昵称。

## 组织结构
该组织按年龄下分几个组织：
- 男性组织：
  - 狼之子（義大利語：Figlio della lupa）：6-8岁
  - 巴利拉（Balilla）：9-10岁
  - 巴利拉火枪手（Balilla Moschettieri）：11-13岁
  - 前卫军（義大利語：Avanguardista）：14-18岁

- 女性组织：
  - 狼之子（義大利語：Figlio della lupa）：6-8岁
  - 小意大利人（義大利語：Piccola italiana）：9-13岁
  - 青年意大利人（Giovani Italiane）：14-18岁

## 形式
该组织成立的目的是向青年宣导法西斯主义理论以及意大利民族主义，同时提供择业教育、技术辅导以及面向女孩的家务课程。作为准军事组织，该组织亦进行军事训练以应对将来的征召。该组织是当时意大利的唯一合法青年组织，童子军活动以及意大利天主教会的青年组织均被限制活动。
国家巴利拉组织接管了学校的大部分活动，并给予教师压力以将所有学生纳入该组织。除了周六参加该组织的活动外，在暑假中成员通常会参加该组织的夏令营活动。
男性成员的制服与黑衫党类似：制服由黑色衬衫、意大利敢死队的毯帽、灰绿色裤子、黑色束棒标志以及天蓝色领巾（意大利国旗色彩）。在军事训练中，成员持有等比例缩小的步枪——巴利拉火枪（在狼之子组织中使用类似的仿真枪）。